# Albedo Space
Albedo Space — американская компания, занимающаяся спутниковой фотосъёмкой. Основана в 2020 году.
Компания разрабатывает спутники для сверхнизкой околоземной орбиты, способные делать снимки с разрешением 10 сантиметров на пиксел. Предприятием в Брумфилде, штат Колорадо, позволяет строить от трех да четырех спутников одновременно.
Первый спутник «Clarity-1» планируется запустить в марте 2025 года. Сверхвысокое разрешение снимков достигается низкой орбитой спутников. Так, «Clarity-1»  будет иметь орбиту высотой около 250 км, что относит спутник к классу Very low Earth orbit (VLEO). В перспективе ожидается запуск 24 низкоорбитальных спутников, что позволит делать коммерческие снимки с высоким разрешением в любой точке поверхности Земли.